# Mergendorf
Mergendorf ist ein Ortsteil der sächsischen Stadt Riesa im Landkreis Meißen.

## Geografie
Das Dorf liegt südlich von Riesa, westlich von Poppitz, östlich von Pausitz, nordöstlich von Nickritz und Gostewitz und nördlich von Prausitz. Mergendorf liegt 4 bis 10 Meter über der Aue der Jahna, dicht am Mühlgraben, der in den Pausitzer Wiesen vom Bach abgezweigt wurde. Das Dorf wurde 1900 als Platzdorf mit gewannähnlicher Streifenstruktur und 277 Hektar Größe angegeben.

## Geschichte
Die Ersterwähnung des Ortes erfolgte 1214 als Sentemariendorf. Mergendorfs Name war mehrmaligen Änderungen unterzogen, so wurde der Ort im Jahr 1233 villa St. Mariae genannt, 1234 villa Sancte Marie, 1266 Henricus dictus de Mergendorf, 1297 Mariendorf, 1334 Mergendorf, 1378 Mergindorf und Mergendorf  im Jahr 1547. Der Ortsname Sentemariendorf, den Mergendorf 1214 trug ist eine Form die vielleicht einen Zusammenhang zu den 1274 Marienmägte genannten Nonnen des Riesaer Klosters herstellt.
Die Gegend war schon viel früher besiedelt, so sind aus der näheren Umgebung des Ortes zwei urgeschichtliche Fundstellen bekannt geworden. Etwa 300 Meter westlich von Mergendorf befindet sich ein größeres Brandgräberfeld der Bronzezeitlichen Lausitzer Kultur am südlichen Ufer der Jahna und 250 Meter südlich des Dorfes an der Straße nach Prausitz ein Skelettgräberfeld der ältesten Bronzezeit (Aunjetitzer Kultur).
1214 gehörte das Dorf grundherrschaftlich dem Kloster Riesa, der Getreidedezem wurde an den Probst von Meißen gezahlt. 1378 wurde Mergendorf vom Castrum Meißen und von der Supanie Riesa verwaltet und zinst dem Markgrafen. Nach der Reformation 1547, 1764 und 1816 vom Erbamt Meißen, 1856 vom Gerichtsamt Großenhain und 1874 von der Amtshauptmannschaft Großenhain verwaltet.
Das Gericht lag nach der Reformation beim Rittergut Riesa. 1581 war Blasius Biettigk Richter, ebenso 1591; Uler Kießling und Gge. Kuckkuck sind Schöffen.
Mergendorf war 1233 18 Hufen groß und zum Ort gehörte eine Mühle, 1547 war der Ort 18 Hufen groß und war von 14 besessenen Mann bewohnt. 1600 bestand das Dorf aus Sieben Bauern, Drei Gärtnern und Zwei Häuslern, insgesamt Zwölf Mann. Im Jahr 1604 verkaufte Hans Hironymus seine Mühle für 1700 Gulden an Mattes Reichel von Waldheim.
1266 wird ein Herrensitz in Mergendorf genannt und im gleichen Jahr eine Wassermühle. Im Jahr 1661 lebten in Mergendorf 18 Steuerzahler, es gab 6 Güter, 1 Gütlein, 7 Halbhüfner und 4 wüste Dreschgärtner, 1721 lebten dort 18 Mann, 1 Mann hatte 2.5 Hufen, 5 Mann je 2 Hufen, 1 Mann 1,5 Hufen, 1 Mann 1 Hufe , 6 Mann je 0,5 Hufen und 4 Gärtner.
Nach der Auflösung des Klosters Riesa dem die Dorfbewohner grundherrschaftlich unterstanden hatten, übernahm das Rittergut Riesa dessen Rechte. Der Ort wurde nach Riesa eingepfarrt und dies blieb so 1555 und 1930 bis 2003. Im Jahr 1925 waren 160 Einwohner von Mergendorf evangelisch-lutherisch, 4 Einwohner waren katholisch und 7 Einwohner gehörten anderen Konfessionen an.
Durch die Sächsische Landgemeindeordnung von 1838 erhielt das Dorf Eigenständigkeit als Landgemeinde.
Bis 1837 gab es in Mergendorf eine Wanderschule, danach bildete Mergendorf mit Poppitz einen Schulverband. 1840 wurden 54 Schüler in Zwei Klassen unterrichtet. In den Jahren 1892/1893 wurde in Mergendorf eine Schule gebaut auf der Flurgrenze zu Poppitz und 1900 erfolgten Anbauten.
Im September 1882 wurde auf der Flur Mergendorf eine Kaiserparade abgehalten.
Sachsen kam nach dem Zweiten Weltkrieg in die Sowjetische Besatzungszone und später zur DDR. Nach der Gebietsreform 1952 wurde Mergendorf dem Kreis Riesa im Bezirk Dresden zugeordnet. Am 1. September 1961 wurde der Ort nach Riesa eingemeindet.
Nach der Deutschen Wiedervereinigung kam Mergendorf zum wiedergegründeten Freistaat Sachsen. Die folgenden Gebietsreformen in Sachsen ordneten den Stadtteil 1994 dem Landkreis Riesa-Großenhain und 2008 dem Landkreis Meißen zu.

### Bevölkerungsentwicklung
| Jahr | Einwohner                                     |
| ---- | --------------------------------------------- |
| 1552 | 14 besessene Mann, 9 Inwohner, 18 Hufen       |
| 1764 | 17 besessene Mann, 19 Hufen je 24–30 Scheffel |
| 1834 | 137                                           |
| 1871 | 119                                           |
| 1890 | 137                                           |
| 1910 | 165                                           |

| Jahr | Einwohner |
| ---- | --------- |
| 1925 | 171       |
| 1933 | 188       |
| 1939 | 267       |
| 1946 | 295       |
| 1950 | 324       |
| 1961 | → Riesa   |